# اس‌ام یوبی-۱۶
اس‌ام یوبی-۱۶ (به انگلیسی: SM UB-16) یک زیردریایی بود که طول آن ۹۱ فوت ۶ اینچ (۲۷٫۸۹ متر) بود. این زیردریایی در سال ۱۹۱۵ ساخته شد.